# Vultee P-66 Vanguard
Валти P-66 Вэнгард («Авангард») (англ. Vultee P-66 Vanguard) — американский истребитель времён Второй мировой войны. Разработан в 1930-х годах  фирмой Vultee Aircraft. 
Первый полёт совершил в 1939 году. Производился Vultee Aircraft, всего было построено около 150 истребителей различных модификаций. 
Применялся ВВС Армии США во время Второй мировой войны в качестве учебной машины. 
В 1942—1943 годах 129 машин были поставлены в Китай.

## Тактико-технические характеристики
Источник данных: «Уголок неба»

Технические характеристики
- Экипаж: 1 пилот
- Длина: 8,66 м
- Размах крыла: 10,97 м
- Высота: 2,87 м
- Площадь крыла: 18,3 м²
- Масса пустого: 2 375 кг
- Нормальная взлётная масса: 3 349 кг
- Силовая установка: 1 × радиальный Pratt & Whitney R-1830-S3C4-G Twin Wasp
- Мощность двигателей: 1 × 1200 л.с. (1 × 895 кВт)
- Воздушный винт: Hamilton Standard «Hydromatic»

Лётные характеристики
- Максимальная скорость: 547 км/ч на 4600 м
- Крейсерская скорость: 467 км/ч
- Скорость сваливания: 132 км/ч
- Практическая дальность: 1 529 км
- Практический потолок: 8 595 м
- Скороподъёмность: 10,4 м/с
- Нагрузка на крыло: 150 кг/м²
- Тяговооружённость: 330 Вт/кг

Вооружение
- Стрелково-пушечное:  
  - 2 × 12,7 мм пулемёта
  - 4 × 7,62 мм пулемёта

## Эксплуатанты
США
- Военно-воздушные силы Армии США

 Китайская Республика
- ВВС Китайской Республики: 3-я и 5-я авиагруппы

 Великобритания
- планировалось использовать 100 машин (из шведского заказа в 144 самолёта) в качестве учебных, однако предпочтение было отдано North American T-6 Texan (Harvard). По некоторым данным фактически использовались 3, остальные позже были доставлены в Китай.